# 543081 Albertducrocq
543081 Albertducrocq este o planetă minoră (asteroid) din centura de asteroizi. A fost descoperită pe 15 august 2013 la  de Michel Ory⁠(d). 
Obiectul prezintă o orbită caracterizată de o semiaxă mare de 2,7624904207092 UAi, o excentricitate de 0,18294521006369, o înclinație de 12,875680812898 ° în raport cu ecliptica.